# Tyrannosaurus Hives
Albums de The Hives
Your New Favourite Band
(2001) The Black and White Album
(2007)
Tyrannosaurus Hives est le troisième vrai album de The Hives. Il est le premier depuis Veni Vidi Vicious sorti en 2000.

## Liste des titres
1. Abra Cadaver – 1:33
2. Two-Timing Touch and Broken Bones – 2:00
3. Walk Idiot Walk – 3:31
4. No Pun Intended – 2:20
5. A Little More for Little You – 2:58
6. B Is for Brutus – 2:36
7. See Through Head – 2:21
8. Diabolic Scheme – 3:00
9. Missing Link – 1:56
10. Love in Plaster – 3:11
11. Dead Quote Olympics – 1:59
12. Antidote – 2:30

### Bonus
1. Uptight – 2:25
2. The Hives Meet the Norm – 2:06

## Charts
- #07 : Grande-Bretagne
- #33 : États-Unis

## Allusion àRandy Fitzsimmons
La pochette représente les cinq membres du groupe vus jusqu'à mi-cuisses, leurs jambes étant visibles au dos de l'album.
Si l'on retire la couverture avant et qu'on l'aligne avec la face arrière, on complète ainsi le dessin. Or, il y a une paire de jambes supplémentaire… Celle-ci fait référence à Randy Fitzsimmons, l'énigmatique "sixième" membre du groupe.